# Marija Kavtaradze
Marija Kavtaradze   (1991) és una directora de cinema i guionista lituana.

## Trajectòria
Marija Kavtaradzė va estudiar cinema a l'Acadèmia Lituana de Música i Teatre del 2010 al 2014. Durant aquest període va dirigir cinc curtmetratges, tres dels quals van ser seleccionats per al Festival Internacional de Cinema de Vílnius.
El 2016, Marija Kavtaradze va coescriure el llargmetratge Šventasis, dirigit per Andrius Blaževičius i produït per Marija Razgutė (M-Films). La pel·lícula es va estrenar al Festival Internacional de Cinema de Busan i al Festival Internacional de Cinema de Varsòvia el 2016. En col·laboració amb el director Andrius Blaževičius i Teklė Kavtaradzė, va coescriure el llargmetratge Bėgikė del 2021, dirigit per Andrius Blaževičius i produït per Marija Razgutė. La pel·lícula es va estrenar al Festival Internacional de Cinema de Karlovy Vary el 2021.
Va escriure i dirigir el seu primer llargmetratge, Išgyventi vasarą, el 2018, també produït per Marija Razgutė. La pel·lícula es va estrenar al Festival Internacional de Cinema de Toronto el 2018 i va guanyar tres premis nacionals de cinema. El 2023, va escriure i dirigir Slow, la seva tercera col·laboració amb la productora Marija Razgutė. La pel·lícula es va estrenar al Festival de Cinema de Sundance, on Marija Kavtaradze va guanyar el premi a la millor direcció.